# Амаґі (Каґосіма)

Амаґі (яп. 天城町, あまぎちょう, амаґі тьо) — містечко в Японії, у південній частині префектури Каґосіма, північно-східній частині острова Токуносіма з островів Рюкю.